# John Cutler (Segler)
John Edwin Cutler (* 8. Juni 1962 in Manchester, Vereinigtes Königreich) ist ein ehemaliger neuseeländischer Segler.

## Erfolge
Bei Weltmeisterschaften gewann John Cutler 1980 in Kingston in der Bootsklasse Laser die Bronzemedaille. Acht Jahre darauf nahm er an den Olympischen Spielen in Seoul in der Bootsklasse Finn-Dinghy teil. Bei diesen gewann er zwei der insgesamt sieben Rennen und beendete die Regatta mit 45 Punkten auf dem dritten Rang hinter José Luis Doreste und Peter Holmberg, sodass er die Bronzemedaille gewann. Auf nationaler Ebene sicherte er sich von 1985 bis 1988 die Titel im Finn-Dinghy. Für die Olympischen Spiele 1992 in Barcelona war er Reservist, kam aber nicht zum Einsatz.
Zwischen 1992 und 2007 segelte er mehrere Male im America’s Cup.